# Centralita electrónica

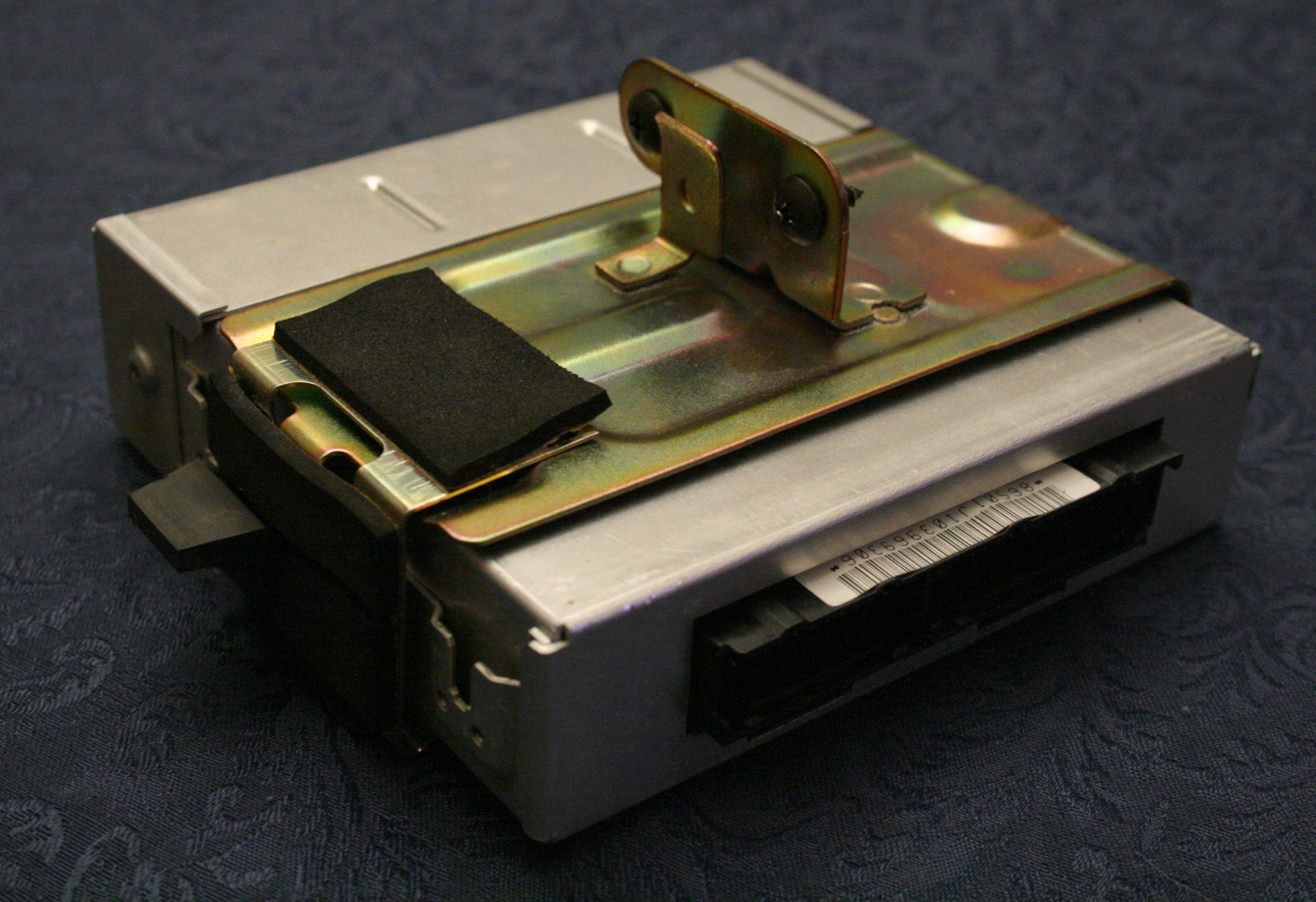
Centralita electrónica con soporte metálico

Una centralita electrónica, también conocida como unidad de control electrónico o ECU, por sus siglas en inglés Electronic Control Unit, es un dispositivo electrónico normalmente conectado a una serie de sensores que le proporcionan información y actuadores que ejecutan sus comandos. Cuenta con un software cuya lógica le permite tomar decisiones, es decir, operar los actuadores según la información del entorno proporcionada por dichos sensores.
Los fabricantes de vehículos tienen que cumplir las normas y homologaciones de distintos países, además de adaptar los motores a diferentes climas y combustibles. Por eso, cada fabricante programa el motor de una manera "estándar" dejando unos márgenes en la gestión electrónica del motor muy amplios para adaptarse a las distintas situaciones. Es en ese amplio margen donde se trabaja con la reprogramación, se busca obtener el perfil óptimo al realizarse exclusivamente en la "ECU", lo que significa que el motor no se modifica, sino solamente el circuito integrado (chip) "Eprom Flash", el cual contiene los datos usados para la gestión del sistema. La reprogramación ajusta los mapas de encendido y combustible de acuerdo a los objetivos del cliente, mejorando el rendimiento.

## Aplicaciones en el sector automotriz
En la electrónica del automóvil, es un sistema embebido que controla al menos un subsistema eléctrico en el vehículo. Las últimas generaciones de vehículos sofisticados, pueden llegar a rondar las 100 centralitas electrónicas, entre las que cabe destacar:
- Centralita electrónica del motor.[3]
- Centralita electrónica de la transmisión.
- Centralita electrónica de la bolsa de aire (airbag).[4]
- Centralita electrónica telefónica.
- Interfaz Hombre-Máquina, del inglés Man/human Machine Interface – (MMI/HMI).
- Centralita electrónica en las puertas.[5]
- Centralita electrónica del asiento.[5]
- Centralita electrónica para el sistema climático.
- Centralita electrónica del panel de instrumentos.
- Centralita electrónica del ABS.[4]
- Centralitas electrónicas para garantizar la estabilidad del vehículo como EPS.[4]

Tener bajo control todas las centralitas electrónicas así como su compleja intercomunicación, se ha convertido en uno de los grandes retos de la industria automotriz.
Si bien con el tiempo se fusionan centralitas electrónicas para ahorrar costes, peso y mensajes en el bus de intercomunicación, siempre surgen nuevas centralitas cumpliendo nuevas funciones, como pueden ser los sistemas de cámaras de 360 grados o las centralitas para el control de los remolques traseros.